# Nāḩiyat Dayr Ḩāfir
Nāḩiyat Dayr Ḩāfir (arabiska: ناحية دير حافر) är ett subdistrikt i Syrien.   Det ligger i provinsen Aleppo, i den centrala delen av landet, 300 km norr om huvudstaden Damaskus.
Trakten runt Nāḩiyat Dayr Ḩāfir består till största delen av jordbruksmark. Runt Nāḩiyat Dayr Ḩāfir är det ganska tätbefolkat, med 86 invånare per kvadratkilometer.